# Pawęzów (Petite-Pologne)
Pour les articles homonymes, voir Pawęzów.
Pawęzów est une localité polonaise de la gmina de Lisia Góra, située dans le powiat de Tarnów en voïvodie de Petite-Pologne.